# 鮑克寬
鮑克寬（1440年—？），字栗之，直隸鳳陽府壽州人，明朝政治人物。進士出身。

## 生平
山東鄉試第二十六名。成化二年（1466年）丙戌科會試第二百七十名，殿試登進士第二甲第二十二名。曾官扬州府同知。

## 家族
曾祖父鮑同，曾任元萬戶贈指揮同知。祖父鮑藻，贈指揮僉事。父亲鮑珣，曾任指揮僉事。